# 西貢結界
西貢結界是一個廣泛於香港流傳的都市傳説，源於多次有遠足人士在西貢半島東大蚊山一帶失蹤，例如2005年的休班警丁利華失蹤案件與2016年的張善鵬失蹤案件。根據這個傳説，西貢一帶有結界，遠足人士進入後不能離開，出現「有入冇出」的奇怪現象。

## 有關失蹤案件
以下為一些據説和所謂「結界」有關的案件。

### 休班警丁利華失蹤案件
2005年9月11日香港休班警丁利華獨自到西貢麥理浩徑遠足，途徑西灣村時在村內士多借電話，其後報案中心收到丁利華的求助電話。事後警方動員2000人，以及由行山人士自行組成搜索隊（後來組成郊野義務搜索隊）搜索。丁利華至今仍下落不明。
由於丁利華的求助電話內容較奇怪，當中提及不明的「密碼」，以及他突然叫救命，引起大眾對該失蹤案件關注以及把事件神秘化。

### 張善鵬失蹤案件
2016年6月18日張善鵬到西貢一帶遠足，於晚上於致電妻子後失蹤，4日後於6月21日被搜索人員於鹹田灣發現。事後張善鵬於7月3日於Facebook發文講述他四日間的經歷。由於張善鵬所描述的經歷古怪，令市民對事件有不少猜測。

## 解説
郊野義務拯救隊成員Tommy認為結界無可能存在，因為警方以及搜索隊多次在該地區搜索，但卻沒有成員跌入結界。而失蹤是因為遠足人士不跟從政府制定行山路徑後無法辨別方向而迷路。